# Anillochlamys cullelli
Anillochlamys cullelli es una especie de escarabajo del género Anillochlamys, familia Leiodidae. Fue descrita por Lagar en 1978.

## Distribución
Se encuentra en España.